# العلاقات الجزائرية الصينية
الجزائر وجمهورية الصين الشعبية تربطهما علاقات وطيدة تقليديًا. في سنة 2010، وتعتبر من أقوى العلاقات من بين كلّ العلاقات العربية الصينية، وهي علاقات مركّزة أوّلاً حول الرّوابط التّجارية التي تجمع البلدين. فقد أعلنت الجزائر، تزامنا مع تقدمها رسميا بطلب الانضمام لمجموعة "بريكس"، توقيعها على "الخطة الخماسية الثانية للتعاون الإستراتيجي الشامل" مع الصين، للسنوات 2022-2026، حيث تهدف الخطة إلى تكثيف التعاون في مجالات الاقتصاد والتجارة والطاقة والزراعة والعلوم والتكنولوجيا والفضاء والصحة والتواصل الإنساني والثقافي.
فلحدود سنة 2012، كانت فرنسا أكبر مُصدر للسلع إلى الجزائر، بينما استحوذت الولايات المتحدة على لقب الزبون الأول لها بفضل وارداتها من الغاز المسال، لكن في 2013، قلبت الصين المعادلة.
حيث انتزعت الصين صدارة المصدرين إلى الجزائر من فرنسا التي احتكرتها لعشرات السنين، وتحولت بكين إلى الشريك التجاري الأول للجزائر التي تبحث عن تنويع شركائها التجاريين، والتخلص نهائيا من التبعية الاقتصادية الفرنسية.
بينما أدى استغلال الولايات المتحدة للغاز الصخري إلى توقفها عن استيراد الغاز المسال من الجزائر، واضمحلال دورها بوصفها أكبر شريك تجاري لها، حيث تراجع التبادل التجاري بينهما من نحو 19.5 مليار دولار في 2007، إلى 2.6 مليار في 2021.
في المقابل، استغلت الصين تضرر الاقتصادات الأوروبية والأمريكية من الأزمة المالية العالمية في 2008، لتقوي شراكتها التجارية مع الجزائر التي كانت تعتبر سوقا محتكرة للأوروبيين وعلى رأسهم الفرنسيين.
لكن هذه العلاقات عرفت فتوراً بحلول نونبر 2024، حيث وبعد الزيارة الرسمية التي قام بها الرئيس الجزائري عبد المجيد تبون إلى الصين، والتي شهدت الإعلان عن استثمار صيني بمقدار 36 مليار دولار، قررت المجموعتان الصينيتان "ويهيان" و"تيان أن" الانسحاب من مشروع الفوسفاط في منطقة تبسة، الذي كان يُعد استثمارًا بقيمة 7 مليارات دولار، ومشروعًا واعدًا لإنتاج الأسمدة في الجزائر.
وفي هذا السياق،أشار محللون إلى أن أحد العوامل الرئيسية وراء انسحاب الشركات الصينية هو الوضع السياسي غير المستقر في الجزائر. فبعد الحراك الشعبي سنة 2019، الذي أفضى إلى تغييرات في القيادة السياسية، تعيش البلاد حالة من عدم اليقين السياسي. هذا الوضع يجعل من الصعب على المستثمرين الأجانب تقييم المخاطر بشكل دقيق، ما يدفعهم إلى البحث عن بيئات استثمارية أكثر استقرارًا.